# Ornes (Meuse)
Ornes (patois Ioûne) ist eine französische Gemeinde mit 8 Einwohnern (Stand 1. Januar 2022) im Département Meuse in der Region Grand Est (bis 2015 Lothringen).

## Geografie
Das Gemeindegebiet von Ornes liegt 15 Kilometer nordöstlich von Verdun und besteht hauptsächlich aus Wald (Forêt de Verdun, Bois d’Hingry). In Ornes entspringt der Moselzufluss Orne.

## Geschichte
Die Ortschaft war eines von neun im Ersten Weltkrieg im Verlauf der Schlacht um Verdun zerstörten Dörfern und eines von sechs, die nicht wieder aufgebaut wurden: Die neun zerstörten Dörfer sind Beaumont-en-Verdunois, Bezonvaux, Cumières, Douaumont, Fleury, Haumont, Louvemont, Ornes und Vaux. Der Ort ist jetzt eine Gedenkstätte. Vor seiner Zerstörung lebten in Ornes etwa 1300 Einwohner. Heute ist der Ort eine Wüstung, gilt jedoch weiterhin als Gemeinde.
Nach einem Jahr Vorbereitung durch die Künstler Patrick und Frank Ricklin fand am 18. September 2004 das kleinste Gipfeltreffen der Welt mit den Vertretern der kleinsten politischen Gemeinden von sechs Ländern statt. Der Präsident von Ornes traf auf dem 1751 Meter hohen Kamor in der Schweiz seine Amtskollegen aus Corippo (Schweiz, 23 Einwohner), Morterone (Italien, 27), Gramais (Österreich, 53), Reussenköge (Deutschland, 365) und Planken (Fürstentum Liechtenstein, 371).

### Bevölkerungsentwicklung
| Jahr      | 1803 | 1901 | 1962 | 1975 | 1990 | 1999 | 2007 | 2019 |
| Einwohner | 1035 | 861  | 5    | 2    | 10   | 6    | 2    | 6    |